# Reggaeton
Il reggaeton (in spagnolo reguetón, IPA /re.ge..ton/) È un genere di musica da ballo nato a Panama alla fine degli anni ottanta e a Porto Rico negli anni novanta del XX secolo..
Le sue origini sono però da ricercarsi nella musica reggae cantata in spagnolo a Panama ancora negli anni settanta. Nei primi anni 2000, si diffonde anche nel resto del mondo: in America del Nord, poi anche in Europa, attraverso la Spagna, prima come genere di nicchia e puramente da ballo e poi anche come genere commerciale: la prima hit a raggiungere posizioni di classifica ragguardevoli in stile reggaeton negli USA, in Canada e in Europa è stata Gasolina di Daddy Yankee, risalente al 2004 e divenuta nota a livello internazionale nel 2005.

## Influenze musicali
Il reggaeton miscela musica giamaicana con influenze del reggae e del dancehall, con ritmi dell'America Ispana come la bomba e la plena, e sonorità tipiche della musica hip hop. La musica è inoltre combinata con il rapping in lingua spagnola. Le influenze di questo genere si sono diffuse tra le più ampie comunità ispano-americane degli Stati Uniti così come tra il pubblico del Centro e Sud America. Il suono del reggaeton è caratterizzato da uno stile recitativo e un ritmo sincopato prodotto elettronicamente, accompagnato da diverse melodie, che servono d'appoggio; questo ritmo ha la sincronizzazione caratteristica che guida la maggior parte delle canzoni.
Il reggaeton, come il suo antenato, il reggae in spagnolo, presenta aspetti influenzati da altri stili che si ascoltano in Giamaica, ispirati a suoni afro-caraibici, come per esempio il calypso e la soca. Sebbene questo genere subisca le influenze di stili come l'hip hop e la dancehall giamaicana, è sbagliato definire il reggaeton come la versione "latina" di questi generi. Il reggaeton ha infatti un suo specifico beat ed un suo peculiare ritmo, considerando che il latin rap è invece semplicemente hip hop realizzato da artisti con ascendenze latinoamericane. Il ritmo tipico di tale genere viene individuato con il termine "Dem Bow", che deriva dal titolo di una canzone dancehall giamaicana, scritta da Shabba Ranks, che rese popolare e aiutò la diffusione di questo tipo di ritmo nei primi anni Novanta.
La ritmica è sempre la stessa: tempo di 4/4, un colpo di cassa che dura una semiminima puntata, un colpo di rullante della durata di una croma, un colpo di cassa di una semiminima e un colpo di rullante anch'esso di una semiminima. Nella quasi totalità delle registrazioni reggaeton, la cassa presenta pochi bassi rispetto ad altri generi elettronici, con un picco invece sulle frequenze medio-alte che ne accentua l'effetto di spicco nel mix audio. Questo ritmo presenta caratteristiche che evidenziano influssi anche da parte della dancehall e del raggamuffin, così come una serie di elementi che si possono incontrare nell'hip-hop.
Il reggaeton, come ogni stile, ha una sua propria struttura ritmica del testo che tende a riprendere quella dell'hip-hop. Come in quest'ultimo, gli artisti tendono a recitare i loro testi con una tecnica comune chiamata rapping al posto di cantare com'è solito fare. Nonostante ciò, ci sono anche coloro che mischiano le due tecniche nella medesima canzone, per dare un tocco di originalità. Questo stile, latino Americano, usa la tradizionale struttura pop che comprende l'uso di versi, cori e ponti. Come nella musica hip-hop, le canzoni in stile reggaeton presentano dei cosiddetti attacchi, i quali vengono ripetuti durante tutta la canzone. L'etnia latina presenta molti temi in comune con il reggaeton, come per esempio la musicalità, i testi e anche i video. Molti testi parlano dell'amore, del gangsta rap, della spiaggia o di andare a ballare nei club. La scena ambientata nei club è il simbolo che rappresenta il reggaeton. Molti DJ usano il reggaeton e l'hip-hop nei loro remix, perché attrae molte più persone a ballare nei diversi club di tutto il mondo.

## Origini del reggaeton
Le origini del reggaeton rappresentano un ibrido di diversi differenti generi musicali ed influenze derivate da vari paesi caraibici, latino-americani, e dagli Stati Uniti. Il reggaeton, tuttavia, è fortemente associato a Porto Rico, il paese di provenienza dei maggiori esponenti del genere. Il brano dancehall "Dem Bow" dell'artista giamaicano Shabba Ranks, uscito nel luglio del 1991, è tradizionalmente ritenuto quello che ha stimolato la nascita dei primi pezzi reggaeton, una volta arrivato alle orecchie dei giovani di Porto Rico.
Uno dei protagonisti sulla scena dei principali cantanti reggaeton, Daddy Yankee, è stato il primo ad aver realizzato nel brano "Habanera", tratto dalla Carmen di Bizet, il tipico tempo sincopato.

## La polemica sui contenuti
I testi del reggaeton presentano influenze più forti dall'hip hop che dalla dancehall. Generalmente, i CD contenenti reggaeton sono chiamati con nomi poco espliciti, a causa dei contenuti talvolta abbastanza spinti. Come l'hip hop, anche il reggaeton è stato oggetto di una certa polemica, anche se in maniera minore, per via di alcuni testi espliciti e dello svilimento della figura femminile; i sostenitori del genere ritengono questo fenomeno alquanto marginale, ribattendo che la maggior parte delle liriche reggaeton non fanno riferimento a contenuti espliciti, violenza e misoginia. Ulteriore polemica è causata dal perreo (letteralmente "cagnolino", "twerking"), un ballo con tratti sessuali espliciti, che si associa frequentemente a questo genere musicale.
Il reggaeton ha conosciuto una prima spinta avviata da artisti di sesso maschile, ma con il corso del tempo anche le cantanti hanno iniziato a comporre seguendo il ritmo del reggaeton, diventando poi famose in tutto il mondo.

## Il reggaeton nel mondo

### Reggaeton cubano
Discorso a parte merita il reggaeton cubano. L'origine di questo è segnata da diversi gruppi che iniziarono a comporre musica a Cuba già dal 1999. Lo stile venne poi ripreso dall'America Latina, in particolare da Porto Rico. La prima band nota per il nuovo stile musicale si chiamava SBS, molto amata tra i giovani cubani perché mostrava un nuovo stile originale, un rap con influenze portoricane mischiato alla musica cubana.
Successivamente si costituirono altri gruppi famosi in tutto il paese, come Candyman, che con uno stile assolutamente originale riuscì ad entrare nelle top ten. La musica di Candyman aveva un'influenza giamaicana, vista la sua provenienza dalla zona orientale di Cuba (Santiago di Cuba). Dopo il 2000 molti gruppi come El Medico, Tegno Caribe, Triangolo Oscuro, Máxima Alerta, El Chacal, Los Salvajes (Los 4), Baby Lore e El Insurrecto, Gente de Zona, Eddy K riuscirono a farsi strada tra il grande pubblico. Molti di loro hanno acquistato fama mondiale. Questi gruppi mescolano il reggae con la musica delle loro radici cubane, dando vita al tipico sound del reggae cubano. I testi del reggae dell'America Latina sono caratterizzati da parole di discriminazione e disprezzo, elemento abbastanza comune anche nell'hip hop. La maggior parte delle band cubane non riprende invece questo stile, interpretando piuttosto nelle loro canzoni temi come la gioia di vivere cubana, l'amore, il ballo e la festa. Questo è anche ciò che il suo pubblico ama e che nei carnevali, nei party e nelle discoteche accompagna la voglia di far festa. I gruppi cubani creano continuamente nuova musica e lavorano incessantemente per ottenere riconoscimenti tra il pubblico internazionale.
Il governo di Cuba ha imposto restrizioni sul reggaeton nei luoghi pubblici nel 2012. Nel marzo 2019, il governo ha fatto un ulteriore passo avanti; sono stati vietati i "messaggi aggressivi, sessualmente espliciti e osceni del reggaeton" dalle stazioni radiofoniche e dalla televisione, nonché le esibizioni dei musicisti di strada.

### America Latina
Negli ultimi dieci anni, il reggaeton ha esteso i propri confini territoriali nei Caraibi di lingua spagnola, da cui il genere ha avuto origine, in paesi tra cui i già citati Porto Rico, Cuba e Panama, per poi giungere a Repubblica Dominicana, Colombia e Venezuela, dove è ora considerato come uno dei generi musicali più popolari e dove, tra l'altro, provengono gli artisti di maggiore fama nazionale e internazionale.
La crescita del genere non si è fermata a Grandi Antille, Piccole Antille e parte del Sud America. La popolarità è stata anche raggiunta in gran parte dell'America Latina, giungendo ad ottenere consensi a sud (in Cile, Argentina, Paraguay, Uruguay, Ecuador e Perù) e al centro del continente (El Salvador, Honduras, Guatemala, Costa Rica e Messico).
Uno degli scenari in cui i cantanti di lingua portoghese intesero affermarsi era sicuramente il Brasile. Il primo gruppo ad occuparsi di questo genere di musica furono i Señores Cafetões, divenuti noti in patria nel 2007 con il brano "Piriguete" - all'epoca erroneamente scambiato dai brasiliani per hip hop e funk brasiliano perché il reggaeton era ancora un genere quasi sconosciuto nel paese. Il reggaeton raggiunse maggiore solo verso il 2015. Il primo grande successo del genere nel paese è stata la canzone "Sí o no" realizzato dalla cantante Anitta in collaborazione con Maluma. Una delle spiegazioni per cui il reggaeton ha faticato ad affermarsi sullo scenario brasiliano è stata caratterizzata, secondo alcuni, dalla barriera linguistica che storicamente isola lo Stato dagli altri paesi dell'America Latina. Il ritmo musicale divenne infatti più popolare nel Paese solo quando raggiunse il mercato statunitense. Il genere sta ora, come detto, superando l'ostacolo del linguaggio. Alcuni dei più grandi nomi del mercato musicale brasiliano hanno collaborato con artisti di altre nazioni dell'America Latina.

### Stati Uniti
Il rapper di New York N.O.R.E. ha prodotto la hit di Nina Sky nel 2004 "Oye Mi Canto", cantata assieme a Tego Calderón e Daddy Yankee: ciò ha permesso al reggaeton di essere conosciuto anche nel paese a stelle e strisce. Daddy Yankee ha poi attirato l'attenzione di molti artisti hip-hop con la sua canzone, "Gasolina", e quell'anno la XM Radio ha introdotto un proprio canale reggaeton dal nome Fuego (XM). Negli Stati Uniti, il ritmo del genere si è evoluto portando ad una combinazione di "ispanico" e "urbano", al fine di evocare le influenze musicali dell'hip hop (tradizionalmente più noto) e della musica latinoamericana. I brani fanno riferimento a questioni socioeconomiche americane (compresi etnie e differenti formazioni culturali), in comune con l'hip hop.

### Europa
Sebbene il reggaeton fosse (e probabilmente lo è ancora) meno popolare in Europa che in America Latina, alcuni immigrati latinoamericani, specialmente provenienti dalla Spagna, hanno contribuito a portarlo nella penisola iberica, non senza ricevere critiche. Le influenze di brani realizzati variamente dal 2005 al 2015 nella musica spagnola e non, hanno permesso al genere di ottenere discreto successo anche in Germania, Francia, Regno Unito ed Europa centrale.
Per quanto riguarda l'Italia, il successo raggiunto negli ultimi anni è stato ragguardevole, tanto da spingere artisti nazionali a cimentarsi nelle melodie del reggaeton esprimendosi in italiano e/o spagnolo.

### Asia
Nelle Filippine, gli artisti reggaeton adoperano principalmente la lingua filippina, anziché lo spagnolo o l'inglese. Il reggaeton è riuscito ad inserirsi nelle isole asiatiche per via della conoscenza da parte della popolazione della lingua spagnola (conosciuto per ragioni legate al colonialismo). Un esempio di un brano realizzato seguendo gli schemi latini ma con testo filippino è rappresentato dal duo di etnia Zamboangueña Dos Fuertes, autori nel 2007 del brano "Tarat Tat", stornellato principalmente in lingua chavacana.
Recentemente, gli artisti reggaeton stanno cercando di inserirsi nel mercato musicale di Cina, Giappone e Corea del Sud.

## Principali artisti reggaeton
- Alexis y Fido
- Angel y Khriz
- Anuel AA
- Arcángel
- Bad Bunny
- Becky G
- Bejo
- Brray
- Bryant Myers
- Cosculluela
- Daddy Yankee
- De La Ghetto
- Don Omar
- Don Patricio
- El Alfa
- Farruko
- Gadiel
- Galante el Emperador
- Ivy Queen
- J Balvin
- Jhayco
- Jon Z
- Juhn
- Lunay
- Lola Índigo
- Lorna
- Los Legendarios
- Maluma
- Marc Anthony
- Myke Towers
- Nacho
- Natti Natasha
- Ñengo Flow
- Nicki Nicole
- Nicky Jam
- Nina Sky
- Noriel
- Osmani García
- Ozuna
- Plan B
- Rochy RD
- Rosalía
- Rauw Alejandro
- Sebastián Yatra
- Sech
- Shakira
- Tego Calderon
- Tito el bambino
- TINI
- Trebol Clan
- Wisin y Yandel
- Zion & Lennox